# Oligonychus afrasiaticus
Espèce
Synonymes
- Paratetranychus afrasiaticus McGregor, 1939

Oligonychus afrasiaticus (acarien  du  palmier dattier ou bou faroua) est une espèce d'acariens de la famille des Tetranychidae répandu en Afrique du Nord et au Moyen-Orient.
Cet acarien est l'un des principaux ravageurs du palmier dattier (Phoenix dactylifera).

## Description
L'adulte, à quatre paires de pattes, au corps ovale de couleur jaune à rose, mesure de 0,2 à 0,4 mm de long et est pratiquement invisible à l'œil nu.
La larve, à trois paires de pattes, mesure environ 0,15 mm de long.

## Plantes hôtes
La principale plante hôte est le palmier dattier  (Phoenix dactylifera, Arecaceae).
D'autres espèces ont également été recensées, notamment Catha edulis (famille des Celastraceae) et plusieurs graminées : Cynodon dactylon, Imperata cylindrica, Zea mays, Lolium spp. (famille des Poaceae).

## Synonymes
Selon Catalogue of Life (23 septembre 2013) :
- Oligonychus afrasiaticus (McGregor, 1939)
- Oligonychus (Reckiella) afrasiaticus (McGregor, 1939)
- Oligonychus simplex Hirst, 1920
- Paratetranychus afrasiaticus McGregor, 1939

### Publication originale
- (en) McGregor, 1939 : The specific identity of the American date mite; description of two new species of Paratetranychus. Proceedings of the Entomological Society of Washington, vol. 41, p. 247-256. lire en ligne.